# Velimir Sombolac
Velimir Sombolac, in serbo Велимир Сомболац? (Banja Luka, 27 febbraio 1939 – 22 maggio 2016), è stato un calciatore e allenatore di calcio jugoslavo, serbo dal 2006, di ruolo centrocampista.

## Palmarès
- Oro olimpico: 1

Roma 1960